# Station Nydalen
Station Nydalen (Noors: Nydalen holdeplass)  is een halte in Nydalen, een buitenwijk in het noordoosten van de stad Oslo. De halte ligt aan Gjøvikbanen. Nydalen werd geopend in 1946. In 2009 werd de halte gerenoveerd en circa 150 meter naar het zuiden verplaatst.
Nydalen wordt bediend door lijn L3, de stoptrein die pendelt tussen Oslo en Jaren en lijn R30 die doorrijdt tot het eindpunt van de lijn in Gjøvik.